# Otevřené zahájení
|   | a | b | c | d | e | f | g | h |   |
| 8 | a8 černý věž · b8 černý jezdec · c8 černý střelec · d8 černý dáma · e8 černý král · f8 černý střelec · g8 černý jezdec · h8 černý věž · a7 černý pěšec · b7 černý pěšec · c7 černý pěšec · d7 černý pěšec · f7 černý pěšec · g7 černý pěšec · h7 černý pěšec · e5 černý pěšec · e4 bílý pěšec · a2 bílý pěšec · b2 bílý pěšec · c2 bílý pěšec · d2 bílý pěšec · f2 bílý pěšec · g2 bílý pěšec · h2 bílý pěšec · a1 bílý věž · b1 bílý jezdec · c1 bílý střelec · d1 bílý dáma · e1 bílý král · f1 bílý střelec · g1 bílý jezdec · h1 bílý věž | a8 černý věž · b8 černý jezdec · c8 černý střelec · d8 černý dáma · e8 černý král · f8 černý střelec · g8 černý jezdec · h8 černý věž · a7 černý pěšec · b7 černý pěšec · c7 černý pěšec · d7 černý pěšec · f7 černý pěšec · g7 černý pěšec · h7 černý pěšec · e5 černý pěšec · e4 bílý pěšec · a2 bílý pěšec · b2 bílý pěšec · c2 bílý pěšec · d2 bílý pěšec · f2 bílý pěšec · g2 bílý pěšec · h2 bílý pěšec · a1 bílý věž · b1 bílý jezdec · c1 bílý střelec · d1 bílý dáma · e1 bílý král · f1 bílý střelec · g1 bílý jezdec · h1 bílý věž | a8 černý věž · b8 černý jezdec · c8 černý střelec · d8 černý dáma · e8 černý král · f8 černý střelec · g8 černý jezdec · h8 černý věž · a7 černý pěšec · b7 černý pěšec · c7 černý pěšec · d7 černý pěšec · f7 černý pěšec · g7 černý pěšec · h7 černý pěšec · e5 černý pěšec · e4 bílý pěšec · a2 bílý pěšec · b2 bílý pěšec · c2 bílý pěšec · d2 bílý pěšec · f2 bílý pěšec · g2 bílý pěšec · h2 bílý pěšec · a1 bílý věž · b1 bílý jezdec · c1 bílý střelec · d1 bílý dáma · e1 bílý král · f1 bílý střelec · g1 bílý jezdec · h1 bílý věž | a8 černý věž · b8 černý jezdec · c8 černý střelec · d8 černý dáma · e8 černý král · f8 černý střelec · g8 černý jezdec · h8 černý věž · a7 černý pěšec · b7 černý pěšec · c7 černý pěšec · d7 černý pěšec · f7 černý pěšec · g7 černý pěšec · h7 černý pěšec · e5 černý pěšec · e4 bílý pěšec · a2 bílý pěšec · b2 bílý pěšec · c2 bílý pěšec · d2 bílý pěšec · f2 bílý pěšec · g2 bílý pěšec · h2 bílý pěšec · a1 bílý věž · b1 bílý jezdec · c1 bílý střelec · d1 bílý dáma · e1 bílý král · f1 bílý střelec · g1 bílý jezdec · h1 bílý věž | a8 černý věž · b8 černý jezdec · c8 černý střelec · d8 černý dáma · e8 černý král · f8 černý střelec · g8 černý jezdec · h8 černý věž · a7 černý pěšec · b7 černý pěšec · c7 černý pěšec · d7 černý pěšec · f7 černý pěšec · g7 černý pěšec · h7 černý pěšec · e5 černý pěšec · e4 bílý pěšec · a2 bílý pěšec · b2 bílý pěšec · c2 bílý pěšec · d2 bílý pěšec · f2 bílý pěšec · g2 bílý pěšec · h2 bílý pěšec · a1 bílý věž · b1 bílý jezdec · c1 bílý střelec · d1 bílý dáma · e1 bílý král · f1 bílý střelec · g1 bílý jezdec · h1 bílý věž | a8 černý věž · b8 černý jezdec · c8 černý střelec · d8 černý dáma · e8 černý král · f8 černý střelec · g8 černý jezdec · h8 černý věž · a7 černý pěšec · b7 černý pěšec · c7 černý pěšec · d7 černý pěšec · f7 černý pěšec · g7 černý pěšec · h7 černý pěšec · e5 černý pěšec · e4 bílý pěšec · a2 bílý pěšec · b2 bílý pěšec · c2 bílý pěšec · d2 bílý pěšec · f2 bílý pěšec · g2 bílý pěšec · h2 bílý pěšec · a1 bílý věž · b1 bílý jezdec · c1 bílý střelec · d1 bílý dáma · e1 bílý král · f1 bílý střelec · g1 bílý jezdec · h1 bílý věž | a8 černý věž · b8 černý jezdec · c8 černý střelec · d8 černý dáma · e8 černý král · f8 černý střelec · g8 černý jezdec · h8 černý věž · a7 černý pěšec · b7 černý pěšec · c7 černý pěšec · d7 černý pěšec · f7 černý pěšec · g7 černý pěšec · h7 černý pěšec · e5 černý pěšec · e4 bílý pěšec · a2 bílý pěšec · b2 bílý pěšec · c2 bílý pěšec · d2 bílý pěšec · f2 bílý pěšec · g2 bílý pěšec · h2 bílý pěšec · a1 bílý věž · b1 bílý jezdec · c1 bílý střelec · d1 bílý dáma · e1 bílý král · f1 bílý střelec · g1 bílý jezdec · h1 bílý věž | a8 černý věž · b8 černý jezdec · c8 černý střelec · d8 černý dáma · e8 černý král · f8 černý střelec · g8 černý jezdec · h8 černý věž · a7 černý pěšec · b7 černý pěšec · c7 černý pěšec · d7 černý pěšec · f7 černý pěšec · g7 černý pěšec · h7 černý pěšec · e5 černý pěšec · e4 bílý pěšec · a2 bílý pěšec · b2 bílý pěšec · c2 bílý pěšec · d2 bílý pěšec · f2 bílý pěšec · g2 bílý pěšec · h2 bílý pěšec · a1 bílý věž · b1 bílý jezdec · c1 bílý střelec · d1 bílý dáma · e1 bílý král · f1 bílý střelec · g1 bílý jezdec · h1 bílý věž | 8 |
| 7 | a8 černý věž · b8 černý jezdec · c8 černý střelec · d8 černý dáma · e8 černý král · f8 černý střelec · g8 černý jezdec · h8 černý věž · a7 černý pěšec · b7 černý pěšec · c7 černý pěšec · d7 černý pěšec · f7 černý pěšec · g7 černý pěšec · h7 černý pěšec · e5 černý pěšec · e4 bílý pěšec · a2 bílý pěšec · b2 bílý pěšec · c2 bílý pěšec · d2 bílý pěšec · f2 bílý pěšec · g2 bílý pěšec · h2 bílý pěšec · a1 bílý věž · b1 bílý jezdec · c1 bílý střelec · d1 bílý dáma · e1 bílý král · f1 bílý střelec · g1 bílý jezdec · h1 bílý věž | a8 černý věž · b8 černý jezdec · c8 černý střelec · d8 černý dáma · e8 černý král · f8 černý střelec · g8 černý jezdec · h8 černý věž · a7 černý pěšec · b7 černý pěšec · c7 černý pěšec · d7 černý pěšec · f7 černý pěšec · g7 černý pěšec · h7 černý pěšec · e5 černý pěšec · e4 bílý pěšec · a2 bílý pěšec · b2 bílý pěšec · c2 bílý pěšec · d2 bílý pěšec · f2 bílý pěšec · g2 bílý pěšec · h2 bílý pěšec · a1 bílý věž · b1 bílý jezdec · c1 bílý střelec · d1 bílý dáma · e1 bílý král · f1 bílý střelec · g1 bílý jezdec · h1 bílý věž | a8 černý věž · b8 černý jezdec · c8 černý střelec · d8 černý dáma · e8 černý král · f8 černý střelec · g8 černý jezdec · h8 černý věž · a7 černý pěšec · b7 černý pěšec · c7 černý pěšec · d7 černý pěšec · f7 černý pěšec · g7 černý pěšec · h7 černý pěšec · e5 černý pěšec · e4 bílý pěšec · a2 bílý pěšec · b2 bílý pěšec · c2 bílý pěšec · d2 bílý pěšec · f2 bílý pěšec · g2 bílý pěšec · h2 bílý pěšec · a1 bílý věž · b1 bílý jezdec · c1 bílý střelec · d1 bílý dáma · e1 bílý král · f1 bílý střelec · g1 bílý jezdec · h1 bílý věž | a8 černý věž · b8 černý jezdec · c8 černý střelec · d8 černý dáma · e8 černý král · f8 černý střelec · g8 černý jezdec · h8 černý věž · a7 černý pěšec · b7 černý pěšec · c7 černý pěšec · d7 černý pěšec · f7 černý pěšec · g7 černý pěšec · h7 černý pěšec · e5 černý pěšec · e4 bílý pěšec · a2 bílý pěšec · b2 bílý pěšec · c2 bílý pěšec · d2 bílý pěšec · f2 bílý pěšec · g2 bílý pěšec · h2 bílý pěšec · a1 bílý věž · b1 bílý jezdec · c1 bílý střelec · d1 bílý dáma · e1 bílý král · f1 bílý střelec · g1 bílý jezdec · h1 bílý věž | a8 černý věž · b8 černý jezdec · c8 černý střelec · d8 černý dáma · e8 černý král · f8 černý střelec · g8 černý jezdec · h8 černý věž · a7 černý pěšec · b7 černý pěšec · c7 černý pěšec · d7 černý pěšec · f7 černý pěšec · g7 černý pěšec · h7 černý pěšec · e5 černý pěšec · e4 bílý pěšec · a2 bílý pěšec · b2 bílý pěšec · c2 bílý pěšec · d2 bílý pěšec · f2 bílý pěšec · g2 bílý pěšec · h2 bílý pěšec · a1 bílý věž · b1 bílý jezdec · c1 bílý střelec · d1 bílý dáma · e1 bílý král · f1 bílý střelec · g1 bílý jezdec · h1 bílý věž | a8 černý věž · b8 černý jezdec · c8 černý střelec · d8 černý dáma · e8 černý král · f8 černý střelec · g8 černý jezdec · h8 černý věž · a7 černý pěšec · b7 černý pěšec · c7 černý pěšec · d7 černý pěšec · f7 černý pěšec · g7 černý pěšec · h7 černý pěšec · e5 černý pěšec · e4 bílý pěšec · a2 bílý pěšec · b2 bílý pěšec · c2 bílý pěšec · d2 bílý pěšec · f2 bílý pěšec · g2 bílý pěšec · h2 bílý pěšec · a1 bílý věž · b1 bílý jezdec · c1 bílý střelec · d1 bílý dáma · e1 bílý král · f1 bílý střelec · g1 bílý jezdec · h1 bílý věž | a8 černý věž · b8 černý jezdec · c8 černý střelec · d8 černý dáma · e8 černý král · f8 černý střelec · g8 černý jezdec · h8 černý věž · a7 černý pěšec · b7 černý pěšec · c7 černý pěšec · d7 černý pěšec · f7 černý pěšec · g7 černý pěšec · h7 černý pěšec · e5 černý pěšec · e4 bílý pěšec · a2 bílý pěšec · b2 bílý pěšec · c2 bílý pěšec · d2 bílý pěšec · f2 bílý pěšec · g2 bílý pěšec · h2 bílý pěšec · a1 bílý věž · b1 bílý jezdec · c1 bílý střelec · d1 bílý dáma · e1 bílý král · f1 bílý střelec · g1 bílý jezdec · h1 bílý věž | a8 černý věž · b8 černý jezdec · c8 černý střelec · d8 černý dáma · e8 černý král · f8 černý střelec · g8 černý jezdec · h8 černý věž · a7 černý pěšec · b7 černý pěšec · c7 černý pěšec · d7 černý pěšec · f7 černý pěšec · g7 černý pěšec · h7 černý pěšec · e5 černý pěšec · e4 bílý pěšec · a2 bílý pěšec · b2 bílý pěšec · c2 bílý pěšec · d2 bílý pěšec · f2 bílý pěšec · g2 bílý pěšec · h2 bílý pěšec · a1 bílý věž · b1 bílý jezdec · c1 bílý střelec · d1 bílý dáma · e1 bílý král · f1 bílý střelec · g1 bílý jezdec · h1 bílý věž | 7 |
| 6 | a8 černý věž · b8 černý jezdec · c8 černý střelec · d8 černý dáma · e8 černý král · f8 černý střelec · g8 černý jezdec · h8 černý věž · a7 černý pěšec · b7 černý pěšec · c7 černý pěšec · d7 černý pěšec · f7 černý pěšec · g7 černý pěšec · h7 černý pěšec · e5 černý pěšec · e4 bílý pěšec · a2 bílý pěšec · b2 bílý pěšec · c2 bílý pěšec · d2 bílý pěšec · f2 bílý pěšec · g2 bílý pěšec · h2 bílý pěšec · a1 bílý věž · b1 bílý jezdec · c1 bílý střelec · d1 bílý dáma · e1 bílý král · f1 bílý střelec · g1 bílý jezdec · h1 bílý věž | a8 černý věž · b8 černý jezdec · c8 černý střelec · d8 černý dáma · e8 černý král · f8 černý střelec · g8 černý jezdec · h8 černý věž · a7 černý pěšec · b7 černý pěšec · c7 černý pěšec · d7 černý pěšec · f7 černý pěšec · g7 černý pěšec · h7 černý pěšec · e5 černý pěšec · e4 bílý pěšec · a2 bílý pěšec · b2 bílý pěšec · c2 bílý pěšec · d2 bílý pěšec · f2 bílý pěšec · g2 bílý pěšec · h2 bílý pěšec · a1 bílý věž · b1 bílý jezdec · c1 bílý střelec · d1 bílý dáma · e1 bílý král · f1 bílý střelec · g1 bílý jezdec · h1 bílý věž | a8 černý věž · b8 černý jezdec · c8 černý střelec · d8 černý dáma · e8 černý král · f8 černý střelec · g8 černý jezdec · h8 černý věž · a7 černý pěšec · b7 černý pěšec · c7 černý pěšec · d7 černý pěšec · f7 černý pěšec · g7 černý pěšec · h7 černý pěšec · e5 černý pěšec · e4 bílý pěšec · a2 bílý pěšec · b2 bílý pěšec · c2 bílý pěšec · d2 bílý pěšec · f2 bílý pěšec · g2 bílý pěšec · h2 bílý pěšec · a1 bílý věž · b1 bílý jezdec · c1 bílý střelec · d1 bílý dáma · e1 bílý král · f1 bílý střelec · g1 bílý jezdec · h1 bílý věž | a8 černý věž · b8 černý jezdec · c8 černý střelec · d8 černý dáma · e8 černý král · f8 černý střelec · g8 černý jezdec · h8 černý věž · a7 černý pěšec · b7 černý pěšec · c7 černý pěšec · d7 černý pěšec · f7 černý pěšec · g7 černý pěšec · h7 černý pěšec · e5 černý pěšec · e4 bílý pěšec · a2 bílý pěšec · b2 bílý pěšec · c2 bílý pěšec · d2 bílý pěšec · f2 bílý pěšec · g2 bílý pěšec · h2 bílý pěšec · a1 bílý věž · b1 bílý jezdec · c1 bílý střelec · d1 bílý dáma · e1 bílý král · f1 bílý střelec · g1 bílý jezdec · h1 bílý věž | a8 černý věž · b8 černý jezdec · c8 černý střelec · d8 černý dáma · e8 černý král · f8 černý střelec · g8 černý jezdec · h8 černý věž · a7 černý pěšec · b7 černý pěšec · c7 černý pěšec · d7 černý pěšec · f7 černý pěšec · g7 černý pěšec · h7 černý pěšec · e5 černý pěšec · e4 bílý pěšec · a2 bílý pěšec · b2 bílý pěšec · c2 bílý pěšec · d2 bílý pěšec · f2 bílý pěšec · g2 bílý pěšec · h2 bílý pěšec · a1 bílý věž · b1 bílý jezdec · c1 bílý střelec · d1 bílý dáma · e1 bílý král · f1 bílý střelec · g1 bílý jezdec · h1 bílý věž | a8 černý věž · b8 černý jezdec · c8 černý střelec · d8 černý dáma · e8 černý král · f8 černý střelec · g8 černý jezdec · h8 černý věž · a7 černý pěšec · b7 černý pěšec · c7 černý pěšec · d7 černý pěšec · f7 černý pěšec · g7 černý pěšec · h7 černý pěšec · e5 černý pěšec · e4 bílý pěšec · a2 bílý pěšec · b2 bílý pěšec · c2 bílý pěšec · d2 bílý pěšec · f2 bílý pěšec · g2 bílý pěšec · h2 bílý pěšec · a1 bílý věž · b1 bílý jezdec · c1 bílý střelec · d1 bílý dáma · e1 bílý král · f1 bílý střelec · g1 bílý jezdec · h1 bílý věž | a8 černý věž · b8 černý jezdec · c8 černý střelec · d8 černý dáma · e8 černý král · f8 černý střelec · g8 černý jezdec · h8 černý věž · a7 černý pěšec · b7 černý pěšec · c7 černý pěšec · d7 černý pěšec · f7 černý pěšec · g7 černý pěšec · h7 černý pěšec · e5 černý pěšec · e4 bílý pěšec · a2 bílý pěšec · b2 bílý pěšec · c2 bílý pěšec · d2 bílý pěšec · f2 bílý pěšec · g2 bílý pěšec · h2 bílý pěšec · a1 bílý věž · b1 bílý jezdec · c1 bílý střelec · d1 bílý dáma · e1 bílý král · f1 bílý střelec · g1 bílý jezdec · h1 bílý věž | a8 černý věž · b8 černý jezdec · c8 černý střelec · d8 černý dáma · e8 černý král · f8 černý střelec · g8 černý jezdec · h8 černý věž · a7 černý pěšec · b7 černý pěšec · c7 černý pěšec · d7 černý pěšec · f7 černý pěšec · g7 černý pěšec · h7 černý pěšec · e5 černý pěšec · e4 bílý pěšec · a2 bílý pěšec · b2 bílý pěšec · c2 bílý pěšec · d2 bílý pěšec · f2 bílý pěšec · g2 bílý pěšec · h2 bílý pěšec · a1 bílý věž · b1 bílý jezdec · c1 bílý střelec · d1 bílý dáma · e1 bílý král · f1 bílý střelec · g1 bílý jezdec · h1 bílý věž | 6 |
| 5 | a8 černý věž · b8 černý jezdec · c8 černý střelec · d8 černý dáma · e8 černý král · f8 černý střelec · g8 černý jezdec · h8 černý věž · a7 černý pěšec · b7 černý pěšec · c7 černý pěšec · d7 černý pěšec · f7 černý pěšec · g7 černý pěšec · h7 černý pěšec · e5 černý pěšec · e4 bílý pěšec · a2 bílý pěšec · b2 bílý pěšec · c2 bílý pěšec · d2 bílý pěšec · f2 bílý pěšec · g2 bílý pěšec · h2 bílý pěšec · a1 bílý věž · b1 bílý jezdec · c1 bílý střelec · d1 bílý dáma · e1 bílý král · f1 bílý střelec · g1 bílý jezdec · h1 bílý věž | a8 černý věž · b8 černý jezdec · c8 černý střelec · d8 černý dáma · e8 černý král · f8 černý střelec · g8 černý jezdec · h8 černý věž · a7 černý pěšec · b7 černý pěšec · c7 černý pěšec · d7 černý pěšec · f7 černý pěšec · g7 černý pěšec · h7 černý pěšec · e5 černý pěšec · e4 bílý pěšec · a2 bílý pěšec · b2 bílý pěšec · c2 bílý pěšec · d2 bílý pěšec · f2 bílý pěšec · g2 bílý pěšec · h2 bílý pěšec · a1 bílý věž · b1 bílý jezdec · c1 bílý střelec · d1 bílý dáma · e1 bílý král · f1 bílý střelec · g1 bílý jezdec · h1 bílý věž | a8 černý věž · b8 černý jezdec · c8 černý střelec · d8 černý dáma · e8 černý král · f8 černý střelec · g8 černý jezdec · h8 černý věž · a7 černý pěšec · b7 černý pěšec · c7 černý pěšec · d7 černý pěšec · f7 černý pěšec · g7 černý pěšec · h7 černý pěšec · e5 černý pěšec · e4 bílý pěšec · a2 bílý pěšec · b2 bílý pěšec · c2 bílý pěšec · d2 bílý pěšec · f2 bílý pěšec · g2 bílý pěšec · h2 bílý pěšec · a1 bílý věž · b1 bílý jezdec · c1 bílý střelec · d1 bílý dáma · e1 bílý král · f1 bílý střelec · g1 bílý jezdec · h1 bílý věž | a8 černý věž · b8 černý jezdec · c8 černý střelec · d8 černý dáma · e8 černý král · f8 černý střelec · g8 černý jezdec · h8 černý věž · a7 černý pěšec · b7 černý pěšec · c7 černý pěšec · d7 černý pěšec · f7 černý pěšec · g7 černý pěšec · h7 černý pěšec · e5 černý pěšec · e4 bílý pěšec · a2 bílý pěšec · b2 bílý pěšec · c2 bílý pěšec · d2 bílý pěšec · f2 bílý pěšec · g2 bílý pěšec · h2 bílý pěšec · a1 bílý věž · b1 bílý jezdec · c1 bílý střelec · d1 bílý dáma · e1 bílý král · f1 bílý střelec · g1 bílý jezdec · h1 bílý věž | a8 černý věž · b8 černý jezdec · c8 černý střelec · d8 černý dáma · e8 černý král · f8 černý střelec · g8 černý jezdec · h8 černý věž · a7 černý pěšec · b7 černý pěšec · c7 černý pěšec · d7 černý pěšec · f7 černý pěšec · g7 černý pěšec · h7 černý pěšec · e5 černý pěšec · e4 bílý pěšec · a2 bílý pěšec · b2 bílý pěšec · c2 bílý pěšec · d2 bílý pěšec · f2 bílý pěšec · g2 bílý pěšec · h2 bílý pěšec · a1 bílý věž · b1 bílý jezdec · c1 bílý střelec · d1 bílý dáma · e1 bílý král · f1 bílý střelec · g1 bílý jezdec · h1 bílý věž | a8 černý věž · b8 černý jezdec · c8 černý střelec · d8 černý dáma · e8 černý král · f8 černý střelec · g8 černý jezdec · h8 černý věž · a7 černý pěšec · b7 černý pěšec · c7 černý pěšec · d7 černý pěšec · f7 černý pěšec · g7 černý pěšec · h7 černý pěšec · e5 černý pěšec · e4 bílý pěšec · a2 bílý pěšec · b2 bílý pěšec · c2 bílý pěšec · d2 bílý pěšec · f2 bílý pěšec · g2 bílý pěšec · h2 bílý pěšec · a1 bílý věž · b1 bílý jezdec · c1 bílý střelec · d1 bílý dáma · e1 bílý král · f1 bílý střelec · g1 bílý jezdec · h1 bílý věž | a8 černý věž · b8 černý jezdec · c8 černý střelec · d8 černý dáma · e8 černý král · f8 černý střelec · g8 černý jezdec · h8 černý věž · a7 černý pěšec · b7 černý pěšec · c7 černý pěšec · d7 černý pěšec · f7 černý pěšec · g7 černý pěšec · h7 černý pěšec · e5 černý pěšec · e4 bílý pěšec · a2 bílý pěšec · b2 bílý pěšec · c2 bílý pěšec · d2 bílý pěšec · f2 bílý pěšec · g2 bílý pěšec · h2 bílý pěšec · a1 bílý věž · b1 bílý jezdec · c1 bílý střelec · d1 bílý dáma · e1 bílý král · f1 bílý střelec · g1 bílý jezdec · h1 bílý věž | a8 černý věž · b8 černý jezdec · c8 černý střelec · d8 černý dáma · e8 černý král · f8 černý střelec · g8 černý jezdec · h8 černý věž · a7 černý pěšec · b7 černý pěšec · c7 černý pěšec · d7 černý pěšec · f7 černý pěšec · g7 černý pěšec · h7 černý pěšec · e5 černý pěšec · e4 bílý pěšec · a2 bílý pěšec · b2 bílý pěšec · c2 bílý pěšec · d2 bílý pěšec · f2 bílý pěšec · g2 bílý pěšec · h2 bílý pěšec · a1 bílý věž · b1 bílý jezdec · c1 bílý střelec · d1 bílý dáma · e1 bílý král · f1 bílý střelec · g1 bílý jezdec · h1 bílý věž | 5 |
| 4 | a8 černý věž · b8 černý jezdec · c8 černý střelec · d8 černý dáma · e8 černý král · f8 černý střelec · g8 černý jezdec · h8 černý věž · a7 černý pěšec · b7 černý pěšec · c7 černý pěšec · d7 černý pěšec · f7 černý pěšec · g7 černý pěšec · h7 černý pěšec · e5 černý pěšec · e4 bílý pěšec · a2 bílý pěšec · b2 bílý pěšec · c2 bílý pěšec · d2 bílý pěšec · f2 bílý pěšec · g2 bílý pěšec · h2 bílý pěšec · a1 bílý věž · b1 bílý jezdec · c1 bílý střelec · d1 bílý dáma · e1 bílý král · f1 bílý střelec · g1 bílý jezdec · h1 bílý věž | a8 černý věž · b8 černý jezdec · c8 černý střelec · d8 černý dáma · e8 černý král · f8 černý střelec · g8 černý jezdec · h8 černý věž · a7 černý pěšec · b7 černý pěšec · c7 černý pěšec · d7 černý pěšec · f7 černý pěšec · g7 černý pěšec · h7 černý pěšec · e5 černý pěšec · e4 bílý pěšec · a2 bílý pěšec · b2 bílý pěšec · c2 bílý pěšec · d2 bílý pěšec · f2 bílý pěšec · g2 bílý pěšec · h2 bílý pěšec · a1 bílý věž · b1 bílý jezdec · c1 bílý střelec · d1 bílý dáma · e1 bílý král · f1 bílý střelec · g1 bílý jezdec · h1 bílý věž | a8 černý věž · b8 černý jezdec · c8 černý střelec · d8 černý dáma · e8 černý král · f8 černý střelec · g8 černý jezdec · h8 černý věž · a7 černý pěšec · b7 černý pěšec · c7 černý pěšec · d7 černý pěšec · f7 černý pěšec · g7 černý pěšec · h7 černý pěšec · e5 černý pěšec · e4 bílý pěšec · a2 bílý pěšec · b2 bílý pěšec · c2 bílý pěšec · d2 bílý pěšec · f2 bílý pěšec · g2 bílý pěšec · h2 bílý pěšec · a1 bílý věž · b1 bílý jezdec · c1 bílý střelec · d1 bílý dáma · e1 bílý král · f1 bílý střelec · g1 bílý jezdec · h1 bílý věž | a8 černý věž · b8 černý jezdec · c8 černý střelec · d8 černý dáma · e8 černý král · f8 černý střelec · g8 černý jezdec · h8 černý věž · a7 černý pěšec · b7 černý pěšec · c7 černý pěšec · d7 černý pěšec · f7 černý pěšec · g7 černý pěšec · h7 černý pěšec · e5 černý pěšec · e4 bílý pěšec · a2 bílý pěšec · b2 bílý pěšec · c2 bílý pěšec · d2 bílý pěšec · f2 bílý pěšec · g2 bílý pěšec · h2 bílý pěšec · a1 bílý věž · b1 bílý jezdec · c1 bílý střelec · d1 bílý dáma · e1 bílý král · f1 bílý střelec · g1 bílý jezdec · h1 bílý věž | a8 černý věž · b8 černý jezdec · c8 černý střelec · d8 černý dáma · e8 černý král · f8 černý střelec · g8 černý jezdec · h8 černý věž · a7 černý pěšec · b7 černý pěšec · c7 černý pěšec · d7 černý pěšec · f7 černý pěšec · g7 černý pěšec · h7 černý pěšec · e5 černý pěšec · e4 bílý pěšec · a2 bílý pěšec · b2 bílý pěšec · c2 bílý pěšec · d2 bílý pěšec · f2 bílý pěšec · g2 bílý pěšec · h2 bílý pěšec · a1 bílý věž · b1 bílý jezdec · c1 bílý střelec · d1 bílý dáma · e1 bílý král · f1 bílý střelec · g1 bílý jezdec · h1 bílý věž | a8 černý věž · b8 černý jezdec · c8 černý střelec · d8 černý dáma · e8 černý král · f8 černý střelec · g8 černý jezdec · h8 černý věž · a7 černý pěšec · b7 černý pěšec · c7 černý pěšec · d7 černý pěšec · f7 černý pěšec · g7 černý pěšec · h7 černý pěšec · e5 černý pěšec · e4 bílý pěšec · a2 bílý pěšec · b2 bílý pěšec · c2 bílý pěšec · d2 bílý pěšec · f2 bílý pěšec · g2 bílý pěšec · h2 bílý pěšec · a1 bílý věž · b1 bílý jezdec · c1 bílý střelec · d1 bílý dáma · e1 bílý král · f1 bílý střelec · g1 bílý jezdec · h1 bílý věž | a8 černý věž · b8 černý jezdec · c8 černý střelec · d8 černý dáma · e8 černý král · f8 černý střelec · g8 černý jezdec · h8 černý věž · a7 černý pěšec · b7 černý pěšec · c7 černý pěšec · d7 černý pěšec · f7 černý pěšec · g7 černý pěšec · h7 černý pěšec · e5 černý pěšec · e4 bílý pěšec · a2 bílý pěšec · b2 bílý pěšec · c2 bílý pěšec · d2 bílý pěšec · f2 bílý pěšec · g2 bílý pěšec · h2 bílý pěšec · a1 bílý věž · b1 bílý jezdec · c1 bílý střelec · d1 bílý dáma · e1 bílý král · f1 bílý střelec · g1 bílý jezdec · h1 bílý věž | a8 černý věž · b8 černý jezdec · c8 černý střelec · d8 černý dáma · e8 černý král · f8 černý střelec · g8 černý jezdec · h8 černý věž · a7 černý pěšec · b7 černý pěšec · c7 černý pěšec · d7 černý pěšec · f7 černý pěšec · g7 černý pěšec · h7 černý pěšec · e5 černý pěšec · e4 bílý pěšec · a2 bílý pěšec · b2 bílý pěšec · c2 bílý pěšec · d2 bílý pěšec · f2 bílý pěšec · g2 bílý pěšec · h2 bílý pěšec · a1 bílý věž · b1 bílý jezdec · c1 bílý střelec · d1 bílý dáma · e1 bílý král · f1 bílý střelec · g1 bílý jezdec · h1 bílý věž | 4 |
| 3 | a8 černý věž · b8 černý jezdec · c8 černý střelec · d8 černý dáma · e8 černý král · f8 černý střelec · g8 černý jezdec · h8 černý věž · a7 černý pěšec · b7 černý pěšec · c7 černý pěšec · d7 černý pěšec · f7 černý pěšec · g7 černý pěšec · h7 černý pěšec · e5 černý pěšec · e4 bílý pěšec · a2 bílý pěšec · b2 bílý pěšec · c2 bílý pěšec · d2 bílý pěšec · f2 bílý pěšec · g2 bílý pěšec · h2 bílý pěšec · a1 bílý věž · b1 bílý jezdec · c1 bílý střelec · d1 bílý dáma · e1 bílý král · f1 bílý střelec · g1 bílý jezdec · h1 bílý věž | a8 černý věž · b8 černý jezdec · c8 černý střelec · d8 černý dáma · e8 černý král · f8 černý střelec · g8 černý jezdec · h8 černý věž · a7 černý pěšec · b7 černý pěšec · c7 černý pěšec · d7 černý pěšec · f7 černý pěšec · g7 černý pěšec · h7 černý pěšec · e5 černý pěšec · e4 bílý pěšec · a2 bílý pěšec · b2 bílý pěšec · c2 bílý pěšec · d2 bílý pěšec · f2 bílý pěšec · g2 bílý pěšec · h2 bílý pěšec · a1 bílý věž · b1 bílý jezdec · c1 bílý střelec · d1 bílý dáma · e1 bílý král · f1 bílý střelec · g1 bílý jezdec · h1 bílý věž | a8 černý věž · b8 černý jezdec · c8 černý střelec · d8 černý dáma · e8 černý král · f8 černý střelec · g8 černý jezdec · h8 černý věž · a7 černý pěšec · b7 černý pěšec · c7 černý pěšec · d7 černý pěšec · f7 černý pěšec · g7 černý pěšec · h7 černý pěšec · e5 černý pěšec · e4 bílý pěšec · a2 bílý pěšec · b2 bílý pěšec · c2 bílý pěšec · d2 bílý pěšec · f2 bílý pěšec · g2 bílý pěšec · h2 bílý pěšec · a1 bílý věž · b1 bílý jezdec · c1 bílý střelec · d1 bílý dáma · e1 bílý král · f1 bílý střelec · g1 bílý jezdec · h1 bílý věž | a8 černý věž · b8 černý jezdec · c8 černý střelec · d8 černý dáma · e8 černý král · f8 černý střelec · g8 černý jezdec · h8 černý věž · a7 černý pěšec · b7 černý pěšec · c7 černý pěšec · d7 černý pěšec · f7 černý pěšec · g7 černý pěšec · h7 černý pěšec · e5 černý pěšec · e4 bílý pěšec · a2 bílý pěšec · b2 bílý pěšec · c2 bílý pěšec · d2 bílý pěšec · f2 bílý pěšec · g2 bílý pěšec · h2 bílý pěšec · a1 bílý věž · b1 bílý jezdec · c1 bílý střelec · d1 bílý dáma · e1 bílý král · f1 bílý střelec · g1 bílý jezdec · h1 bílý věž | a8 černý věž · b8 černý jezdec · c8 černý střelec · d8 černý dáma · e8 černý král · f8 černý střelec · g8 černý jezdec · h8 černý věž · a7 černý pěšec · b7 černý pěšec · c7 černý pěšec · d7 černý pěšec · f7 černý pěšec · g7 černý pěšec · h7 černý pěšec · e5 černý pěšec · e4 bílý pěšec · a2 bílý pěšec · b2 bílý pěšec · c2 bílý pěšec · d2 bílý pěšec · f2 bílý pěšec · g2 bílý pěšec · h2 bílý pěšec · a1 bílý věž · b1 bílý jezdec · c1 bílý střelec · d1 bílý dáma · e1 bílý král · f1 bílý střelec · g1 bílý jezdec · h1 bílý věž | a8 černý věž · b8 černý jezdec · c8 černý střelec · d8 černý dáma · e8 černý král · f8 černý střelec · g8 černý jezdec · h8 černý věž · a7 černý pěšec · b7 černý pěšec · c7 černý pěšec · d7 černý pěšec · f7 černý pěšec · g7 černý pěšec · h7 černý pěšec · e5 černý pěšec · e4 bílý pěšec · a2 bílý pěšec · b2 bílý pěšec · c2 bílý pěšec · d2 bílý pěšec · f2 bílý pěšec · g2 bílý pěšec · h2 bílý pěšec · a1 bílý věž · b1 bílý jezdec · c1 bílý střelec · d1 bílý dáma · e1 bílý král · f1 bílý střelec · g1 bílý jezdec · h1 bílý věž | a8 černý věž · b8 černý jezdec · c8 černý střelec · d8 černý dáma · e8 černý král · f8 černý střelec · g8 černý jezdec · h8 černý věž · a7 černý pěšec · b7 černý pěšec · c7 černý pěšec · d7 černý pěšec · f7 černý pěšec · g7 černý pěšec · h7 černý pěšec · e5 černý pěšec · e4 bílý pěšec · a2 bílý pěšec · b2 bílý pěšec · c2 bílý pěšec · d2 bílý pěšec · f2 bílý pěšec · g2 bílý pěšec · h2 bílý pěšec · a1 bílý věž · b1 bílý jezdec · c1 bílý střelec · d1 bílý dáma · e1 bílý král · f1 bílý střelec · g1 bílý jezdec · h1 bílý věž | a8 černý věž · b8 černý jezdec · c8 černý střelec · d8 černý dáma · e8 černý král · f8 černý střelec · g8 černý jezdec · h8 černý věž · a7 černý pěšec · b7 černý pěšec · c7 černý pěšec · d7 černý pěšec · f7 černý pěšec · g7 černý pěšec · h7 černý pěšec · e5 černý pěšec · e4 bílý pěšec · a2 bílý pěšec · b2 bílý pěšec · c2 bílý pěšec · d2 bílý pěšec · f2 bílý pěšec · g2 bílý pěšec · h2 bílý pěšec · a1 bílý věž · b1 bílý jezdec · c1 bílý střelec · d1 bílý dáma · e1 bílý král · f1 bílý střelec · g1 bílý jezdec · h1 bílý věž | 3 |
| 2 | a8 černý věž · b8 černý jezdec · c8 černý střelec · d8 černý dáma · e8 černý král · f8 černý střelec · g8 černý jezdec · h8 černý věž · a7 černý pěšec · b7 černý pěšec · c7 černý pěšec · d7 černý pěšec · f7 černý pěšec · g7 černý pěšec · h7 černý pěšec · e5 černý pěšec · e4 bílý pěšec · a2 bílý pěšec · b2 bílý pěšec · c2 bílý pěšec · d2 bílý pěšec · f2 bílý pěšec · g2 bílý pěšec · h2 bílý pěšec · a1 bílý věž · b1 bílý jezdec · c1 bílý střelec · d1 bílý dáma · e1 bílý král · f1 bílý střelec · g1 bílý jezdec · h1 bílý věž | a8 černý věž · b8 černý jezdec · c8 černý střelec · d8 černý dáma · e8 černý král · f8 černý střelec · g8 černý jezdec · h8 černý věž · a7 černý pěšec · b7 černý pěšec · c7 černý pěšec · d7 černý pěšec · f7 černý pěšec · g7 černý pěšec · h7 černý pěšec · e5 černý pěšec · e4 bílý pěšec · a2 bílý pěšec · b2 bílý pěšec · c2 bílý pěšec · d2 bílý pěšec · f2 bílý pěšec · g2 bílý pěšec · h2 bílý pěšec · a1 bílý věž · b1 bílý jezdec · c1 bílý střelec · d1 bílý dáma · e1 bílý král · f1 bílý střelec · g1 bílý jezdec · h1 bílý věž | a8 černý věž · b8 černý jezdec · c8 černý střelec · d8 černý dáma · e8 černý král · f8 černý střelec · g8 černý jezdec · h8 černý věž · a7 černý pěšec · b7 černý pěšec · c7 černý pěšec · d7 černý pěšec · f7 černý pěšec · g7 černý pěšec · h7 černý pěšec · e5 černý pěšec · e4 bílý pěšec · a2 bílý pěšec · b2 bílý pěšec · c2 bílý pěšec · d2 bílý pěšec · f2 bílý pěšec · g2 bílý pěšec · h2 bílý pěšec · a1 bílý věž · b1 bílý jezdec · c1 bílý střelec · d1 bílý dáma · e1 bílý král · f1 bílý střelec · g1 bílý jezdec · h1 bílý věž | a8 černý věž · b8 černý jezdec · c8 černý střelec · d8 černý dáma · e8 černý král · f8 černý střelec · g8 černý jezdec · h8 černý věž · a7 černý pěšec · b7 černý pěšec · c7 černý pěšec · d7 černý pěšec · f7 černý pěšec · g7 černý pěšec · h7 černý pěšec · e5 černý pěšec · e4 bílý pěšec · a2 bílý pěšec · b2 bílý pěšec · c2 bílý pěšec · d2 bílý pěšec · f2 bílý pěšec · g2 bílý pěšec · h2 bílý pěšec · a1 bílý věž · b1 bílý jezdec · c1 bílý střelec · d1 bílý dáma · e1 bílý král · f1 bílý střelec · g1 bílý jezdec · h1 bílý věž | a8 černý věž · b8 černý jezdec · c8 černý střelec · d8 černý dáma · e8 černý král · f8 černý střelec · g8 černý jezdec · h8 černý věž · a7 černý pěšec · b7 černý pěšec · c7 černý pěšec · d7 černý pěšec · f7 černý pěšec · g7 černý pěšec · h7 černý pěšec · e5 černý pěšec · e4 bílý pěšec · a2 bílý pěšec · b2 bílý pěšec · c2 bílý pěšec · d2 bílý pěšec · f2 bílý pěšec · g2 bílý pěšec · h2 bílý pěšec · a1 bílý věž · b1 bílý jezdec · c1 bílý střelec · d1 bílý dáma · e1 bílý král · f1 bílý střelec · g1 bílý jezdec · h1 bílý věž | a8 černý věž · b8 černý jezdec · c8 černý střelec · d8 černý dáma · e8 černý král · f8 černý střelec · g8 černý jezdec · h8 černý věž · a7 černý pěšec · b7 černý pěšec · c7 černý pěšec · d7 černý pěšec · f7 černý pěšec · g7 černý pěšec · h7 černý pěšec · e5 černý pěšec · e4 bílý pěšec · a2 bílý pěšec · b2 bílý pěšec · c2 bílý pěšec · d2 bílý pěšec · f2 bílý pěšec · g2 bílý pěšec · h2 bílý pěšec · a1 bílý věž · b1 bílý jezdec · c1 bílý střelec · d1 bílý dáma · e1 bílý král · f1 bílý střelec · g1 bílý jezdec · h1 bílý věž | a8 černý věž · b8 černý jezdec · c8 černý střelec · d8 černý dáma · e8 černý král · f8 černý střelec · g8 černý jezdec · h8 černý věž · a7 černý pěšec · b7 černý pěšec · c7 černý pěšec · d7 černý pěšec · f7 černý pěšec · g7 černý pěšec · h7 černý pěšec · e5 černý pěšec · e4 bílý pěšec · a2 bílý pěšec · b2 bílý pěšec · c2 bílý pěšec · d2 bílý pěšec · f2 bílý pěšec · g2 bílý pěšec · h2 bílý pěšec · a1 bílý věž · b1 bílý jezdec · c1 bílý střelec · d1 bílý dáma · e1 bílý král · f1 bílý střelec · g1 bílý jezdec · h1 bílý věž | a8 černý věž · b8 černý jezdec · c8 černý střelec · d8 černý dáma · e8 černý král · f8 černý střelec · g8 černý jezdec · h8 černý věž · a7 černý pěšec · b7 černý pěšec · c7 černý pěšec · d7 černý pěšec · f7 černý pěšec · g7 černý pěšec · h7 černý pěšec · e5 černý pěšec · e4 bílý pěšec · a2 bílý pěšec · b2 bílý pěšec · c2 bílý pěšec · d2 bílý pěšec · f2 bílý pěšec · g2 bílý pěšec · h2 bílý pěšec · a1 bílý věž · b1 bílý jezdec · c1 bílý střelec · d1 bílý dáma · e1 bílý král · f1 bílý střelec · g1 bílý jezdec · h1 bílý věž | 2 |
| 1 | a8 černý věž · b8 černý jezdec · c8 černý střelec · d8 černý dáma · e8 černý král · f8 černý střelec · g8 černý jezdec · h8 černý věž · a7 černý pěšec · b7 černý pěšec · c7 černý pěšec · d7 černý pěšec · f7 černý pěšec · g7 černý pěšec · h7 černý pěšec · e5 černý pěšec · e4 bílý pěšec · a2 bílý pěšec · b2 bílý pěšec · c2 bílý pěšec · d2 bílý pěšec · f2 bílý pěšec · g2 bílý pěšec · h2 bílý pěšec · a1 bílý věž · b1 bílý jezdec · c1 bílý střelec · d1 bílý dáma · e1 bílý král · f1 bílý střelec · g1 bílý jezdec · h1 bílý věž | a8 černý věž · b8 černý jezdec · c8 černý střelec · d8 černý dáma · e8 černý král · f8 černý střelec · g8 černý jezdec · h8 černý věž · a7 černý pěšec · b7 černý pěšec · c7 černý pěšec · d7 černý pěšec · f7 černý pěšec · g7 černý pěšec · h7 černý pěšec · e5 černý pěšec · e4 bílý pěšec · a2 bílý pěšec · b2 bílý pěšec · c2 bílý pěšec · d2 bílý pěšec · f2 bílý pěšec · g2 bílý pěšec · h2 bílý pěšec · a1 bílý věž · b1 bílý jezdec · c1 bílý střelec · d1 bílý dáma · e1 bílý král · f1 bílý střelec · g1 bílý jezdec · h1 bílý věž | a8 černý věž · b8 černý jezdec · c8 černý střelec · d8 černý dáma · e8 černý král · f8 černý střelec · g8 černý jezdec · h8 černý věž · a7 černý pěšec · b7 černý pěšec · c7 černý pěšec · d7 černý pěšec · f7 černý pěšec · g7 černý pěšec · h7 černý pěšec · e5 černý pěšec · e4 bílý pěšec · a2 bílý pěšec · b2 bílý pěšec · c2 bílý pěšec · d2 bílý pěšec · f2 bílý pěšec · g2 bílý pěšec · h2 bílý pěšec · a1 bílý věž · b1 bílý jezdec · c1 bílý střelec · d1 bílý dáma · e1 bílý král · f1 bílý střelec · g1 bílý jezdec · h1 bílý věž | a8 černý věž · b8 černý jezdec · c8 černý střelec · d8 černý dáma · e8 černý král · f8 černý střelec · g8 černý jezdec · h8 černý věž · a7 černý pěšec · b7 černý pěšec · c7 černý pěšec · d7 černý pěšec · f7 černý pěšec · g7 černý pěšec · h7 černý pěšec · e5 černý pěšec · e4 bílý pěšec · a2 bílý pěšec · b2 bílý pěšec · c2 bílý pěšec · d2 bílý pěšec · f2 bílý pěšec · g2 bílý pěšec · h2 bílý pěšec · a1 bílý věž · b1 bílý jezdec · c1 bílý střelec · d1 bílý dáma · e1 bílý král · f1 bílý střelec · g1 bílý jezdec · h1 bílý věž | a8 černý věž · b8 černý jezdec · c8 černý střelec · d8 černý dáma · e8 černý král · f8 černý střelec · g8 černý jezdec · h8 černý věž · a7 černý pěšec · b7 černý pěšec · c7 černý pěšec · d7 černý pěšec · f7 černý pěšec · g7 černý pěšec · h7 černý pěšec · e5 černý pěšec · e4 bílý pěšec · a2 bílý pěšec · b2 bílý pěšec · c2 bílý pěšec · d2 bílý pěšec · f2 bílý pěšec · g2 bílý pěšec · h2 bílý pěšec · a1 bílý věž · b1 bílý jezdec · c1 bílý střelec · d1 bílý dáma · e1 bílý král · f1 bílý střelec · g1 bílý jezdec · h1 bílý věž | a8 černý věž · b8 černý jezdec · c8 černý střelec · d8 černý dáma · e8 černý král · f8 černý střelec · g8 černý jezdec · h8 černý věž · a7 černý pěšec · b7 černý pěšec · c7 černý pěšec · d7 černý pěšec · f7 černý pěšec · g7 černý pěšec · h7 černý pěšec · e5 černý pěšec · e4 bílý pěšec · a2 bílý pěšec · b2 bílý pěšec · c2 bílý pěšec · d2 bílý pěšec · f2 bílý pěšec · g2 bílý pěšec · h2 bílý pěšec · a1 bílý věž · b1 bílý jezdec · c1 bílý střelec · d1 bílý dáma · e1 bílý král · f1 bílý střelec · g1 bílý jezdec · h1 bílý věž | a8 černý věž · b8 černý jezdec · c8 černý střelec · d8 černý dáma · e8 černý král · f8 černý střelec · g8 černý jezdec · h8 černý věž · a7 černý pěšec · b7 černý pěšec · c7 černý pěšec · d7 černý pěšec · f7 černý pěšec · g7 černý pěšec · h7 černý pěšec · e5 černý pěšec · e4 bílý pěšec · a2 bílý pěšec · b2 bílý pěšec · c2 bílý pěšec · d2 bílý pěšec · f2 bílý pěšec · g2 bílý pěšec · h2 bílý pěšec · a1 bílý věž · b1 bílý jezdec · c1 bílý střelec · d1 bílý dáma · e1 bílý král · f1 bílý střelec · g1 bílý jezdec · h1 bílý věž | a8 černý věž · b8 černý jezdec · c8 černý střelec · d8 černý dáma · e8 černý král · f8 černý střelec · g8 černý jezdec · h8 černý věž · a7 černý pěšec · b7 černý pěšec · c7 černý pěšec · d7 černý pěšec · f7 černý pěšec · g7 černý pěšec · h7 černý pěšec · e5 černý pěšec · e4 bílý pěšec · a2 bílý pěšec · b2 bílý pěšec · c2 bílý pěšec · d2 bílý pěšec · f2 bílý pěšec · g2 bílý pěšec · h2 bílý pěšec · a1 bílý věž · b1 bílý jezdec · c1 bílý střelec · d1 bílý dáma · e1 bílý král · f1 bílý střelec · g1 bílý jezdec · h1 bílý věž | 1 |
|   | a | b | c | d | e | f | g | h |   |

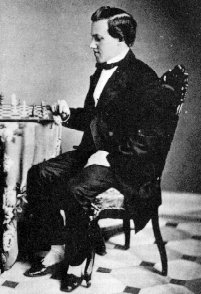
Skvělým rytířem otevřených her byl i geniální Paul Morphy

Otevřená zahájení, nebo též otevřené hry, jsou v šachové terminologii souborem těch šachových zahájení, která začínají úvodním dvojkrokem královského pěšce bílého a úvodním dvojkrokem královského pěšce černého (vyjádřeno zkrácenou šachovou notací: 1. e4 e5, dle plné šachové notace 1. e2-e4 e7-e5, v šachovém indexu zahájení se tyto systémy pohybují v rozmezí od C20 do C99). Samotné označení „otevřené hry“ vychází z historického zdůvodnění a názoru současníků, že v těchto zahájeních často dochází již od úvodních tahů k ostrému, taktickému boji, kde obě strany dávají zřetelně najevo své plány.
Otevřené hry patří mezi nejstarší soubor zahájení, jejichž vznik je ruku v ruce spojen se vznikem novodobého šachu jako takového. Jsou zmiňovány již v göttingenském rukopise z roku 1490 a dlouhou dobu měly tyto hry naprosto dominantní postavení v šachové teorii i praxi. Ještě počátkem dvacátého století se mělo za to, že otevřené hry a jedno polootevřené zahájení – francouzská obrana, jsou jedinými správnými postupy, jak v šachu černými reagovat na úvodní tah 1. e4. Teprve následný raketový rozvoj šachové teorie a vznik nové šachové školy – hypermodernismu (přibližně po první světové válce), která začala intenzivně hledat a propagovat nové cesty a ideje, způsobilo, že otevřené hry začaly postupně ztrácet své absolutně dominantní postavení na turnajové scéně. Vrcholem tohoto procesu bylo masivní zpopularizování dnes nejpoužívanějšího polootevřeného zahájení – sicilské hry (přibližně počínaje polovinou dvacátého století).
Avšak i dnes, ačkoliv se tento soubor zahájení musí dělit o své „místo na slunci“ s množstvím jiných pokračování, která byla v průběhu novodobého šachového vývoje vynalezena, si otevřená zahájení zachovala vynikající pověst. Dá se říci, že není jediného mistra světa, který by je alespoň někdy nepoužíval a společně se Sicilskou hrou tvoří základní pilíř turnajů nejvyšších kategorií.
Teorie otevřených zahájení je za staletí vývoje velmi obsáhlá, dělí se na množství zahájení, která se pak dále rozdělují na veliký soubor variant a subvariant. Mezi absolutně nejpoužívanější otevřené hry v současné šachové praxi elitních turnajů patří španělská, ruská a skotská hra. Tyto tři zahájení se tudíž i nejbouřlivěji rozvíjejí a doslova přes noc se mění a rozrůstá jejich teorie. Svůj určitý okruh příznivců si na světové scéně dosud udržují i italská hra či hra dvou jezdců v obraně. Masivní okruh příznivců pak mají tato zahájení zejména na turnajích nižší kategorie a dětí. Řada systémů pak byla populární v minulosti, ale moderní vývoj je odsouvá do pozadí. Mezi ty patří především královský gambit, jenž byl nesmírně populární zejména v devatenáctém století, i když toto zahájení čas od času zažívá období krátkých návratů do elitní turnajové praxe, Philidorova obrana, ve své době hojně propagovaná jedním z prvních zakladatelů moderního šachu Philidorem, a hra čtyř jezdců. Čas od času se objevují i vídeňská hra a střelcova hra. Ostatní otevřená zahájení se pak spíše vyskytnou jako snaha o překvapení soupeře a jinak je jejich existence omezena na turnaje nízké šachové kategorie a začátečníků. Přehled nejznámějších otevřených zahájení je tento:
- střední gambit nebo střední protigambit
- střední hra
- střelcova hra
- severní gambit nebo též norský gambit či dánský gambit
- vídeňská hra
- královský gambit
- lotyšský gambit nebo též starší název gambit Greco
- Philidorova obrana
- ruská hra nebo též Petrovova hra
- skotský gambit
- Ponzianiho zahájení
- skotská hra
- hra tří jezdců
- hra čtyř jezdců
- uherská obrana
- italská hra
- hra dvou jezdců v obraně
- španělská hra či Ruy Lopez
- Alapinova hra
- Tartakowerova hra
- Damianova hra

a systémy bez jména a málo známé systémy.